# Mikael Simonsen
Pour les articles homonymes, voir Simonsen.
Mikael Simonsen, né le 20 novembre 1882 à Løgstør et mort le 29 mars 1950 à Aarhus, est un rameur d'aviron danois.

## Carrière
Aux Jeux olympiques d'été de 1912 à Stockholm, Mikael Simonsen est médaillé de bronze en embarcations quatre barré.